# والنت، میسیسیپی
والنت (به انگلیسی: Walnut) شهرکی در ایالت میسیسیپی کشور ایالات متحده آمریکا است که جمعیت آن در سرشماری سال ۲۰۱۰ میلادی، ۷۷۱
نفر بوده‌است.